# Up and Down (песня The Cars)
Up and Down (с англ. — «Вверх и Вниз») — песня американской рок-группы The Cars, десятый и последний трек с альбома Panorama.

## О песне
Песня была написана и спета вокалистом, ритм-гитаристом и автором песен Риком Окасеком. Продюсером выступил Рой Томас Бейкер.
Музыкальный критик Роберт Кристгау сказал, что песня была одной из вершин Panorama.

## Живые выступления
Существует несколько видео исполнения "Up and Down" во время тура Panorama Tour. Также "Up and Down" исполнялась на всех концертах последнего тура The Cars "North American Tour Spring 2011".

## Участники записи
- Рик Окасек — ритм-гитара, вокал
- Эллиот Истон — соло-гитара, бэк-вокал
- Бенджамин Орр — бас-гитара, бэк-вокал
- Дэвид Робинсон — ударные, перкуссия
- Грег Хоукс — клавишные, бэк-вокал